# عجائب الرياضيات (مسلسل تلفزيوني)
عجائب الرياضيات هو مسلسل تلفزيوني تعليمي للأطفال كندي يروي قصة مغامرات العم نورم مع ألانا وكيفن في الحياة الرياضية الذي يعيشها العالم يوميا عرض على TVO KIDS وحاليا يعرض على قناة تلفزيون ج

## قصة
عجائب الرياضيات هو مسلسل تلفزيوني التعليمية للأطفال كيف يمكن تطبيق الرياضيات في سياقات الحياة اليومية. ويضم اثنين من أبناء عمومته، ألانا وكيفن، الذين يساعدون هؤلاء العم نورم حل مشاكله ورشة عمل أسبوعية مع مساعدة من خبير والحل الرياضي.
الأهداف سلسلة الأطفال الذين تتراوح أعمارهم بين 6-8، ويستند على أونتاريو التعليم المناهج الرياضيات. تحتوي كل حلقة خبير زائر، بحثت كما متاهة باني، فنان اوريغامي أو رجال الإطفاء. التي تنتجها GAPC انترتيمنت في اوتاوا، أونتارو للTVO وتوزيعها من قبل بيكشر بوكس للتوزيع، عجائب الرياضيات ملامح الممثل الكوميدي ومدرس في مدرسة ثانوية نورم ماكوين كما العم نورم، كيفن وانغ البالغ من العمر 12 عاما وألانا بايل البالغة من العمر 19 عاما كما ألانا. في كل حلقة، تغني عايدة خان البالغ من العمر 13 عاما لحن مستوحاة من الرياضيات لتعزيز الدرس للمشاهدين.
عرض المسلسل لأول مرة على TVOKids، شبكة ساسكاتشوان كومينيكاشن Saskatchewan Communications Network) (SCN) وشبكة نوليدج (Knowledge Network) في يناير كانون الثاني عام 2011.
الموسم 1 يتميز 26 حلقة، كل مدة 15 دقيقة. ويتم إنتاج هذه السلسلة بالتعاون مع TVOKids، شبكة المعرفة، ساسكاتشوان شبكات اتصالات SCN والوصول ألبرتا. وبمشاركة المالية من الصندوق الكندي للإعلام، وصندوق الصواريخ شو، وبيل البث وصندوق وسائل الإعلام الجديدة، ومؤسسة تنمية وسائل الإعلام أونتاريو (شاشة المحتوى مبادرة برنامج).
عجائب الرياضيات عرض منه موسمان لأول مرة على TVOKids في سبتمبر 2013.
الموسم 2 ميزات 26 حلقة، كل من 14: مدة 30 دقيقة. ويتم إنتاج هذه السلسلة بالتعاون مع TVOKids بمشاركة المالية من الصندوق الكندي للإعلام، وصندوق الصواريخ شو، وبيل البث وصندوق وسائل الإعلام الجديدة، والفيلم الكندي وإنتاج الفيديو الائتمان الضريبي ومؤسسة تنمية وسائل الإعلام أونتاريو.

## الشخصيات
- العم نورم: هو أستاذ رياضيات متقاعد حيث كان يدرس في ثانوية نورم، كل يوم يريد ان يفعل شيء ليفاجئ بالأخير انه يجب الاستعانة بالرياضيات والشخصية تقوم بدورها: نورم ماكوين __ الشخصية حقيقية
- ألان: هي فتاة تبلغ من العمر 19 عاما تأتي كل يوم إلى منزل العم نورم لنعرف ماذا يفعل كي بعدها تأخذنا إلى الورشة تعلمنا كيف نصنع الأشياء بمساعدة الرياضيات
- كيفن: هو فتى يبلغ من العمر 12 عاما يأتي مع ألان إلى منزل العم نورم كي بعدها يأخذ العم نورم إلى خبير رياضي كي يعلمنا حقائق عن الاشياء رياضيا
- عايدة: هي مغنية البرنامج حيث تظهر لنا كل يوم بأغنية تساعدنا على فهم الحلقة والدرس

## النسخة العربية
عرضت النسخة العربية على تلفزيون ج في أبريل عام 2013 دبلج المسلسل في استوديو ATvE اللبناني
- غسان اصطفان بدور العم نورم
- هادي علي بيضون بدور كيفن
- نور عباس بدور ألان
- ريموند عازار بدور المغنية عايدة